# Peter Jenne
Peter Jenne (9 de Outubro de 1921 - 1 de Março de 1945) foi um piloto alemão da Luftwaffe durante a Segunda Guerra Mundial. Abateu 17 aeronaves inimigas, o que fez dele um ás da aviação. Foi agraciado com a Cruz de Cavaleiro da Cruz de Ferro, dada a sua bravura e liderança em batalha. No dia 2 de Março de 1945, Peter Jenne foi abatido sob os céus de Belzig.